# 胡戈·普罗伊斯
雨果·普鲁斯（德語：Hugo Preuß，1860年10月28日—1925年10月9日），是魏玛德国时期民主党政治家，他是1919年8月11日通过的《魏玛宪法》的主要起草者。他在制定宪法草案时基于三项原则：一切政治权力属于人民；国家应该在联邦制基础上建立起来；旧的德意志帝国应该在国际社会中转型为一个民主的法治国 (Rechtsstaat)。普鲁斯作为德国民主党的创始人之一，曾于1919年2月13日至6月20日期间担任菲利普·谢德曼内阁的内政部长。

## 延伸阅读
- Schmitt, Carl, and Ellen Kennedy. The crisis of parliamentary democracy (MIT Press, 1988)
- Stirk, Peter. "Hugo Preuss, German political thought and the Weimar constitution." History of Political Thought (2002) 23#3 pp: 497-516.